# Michael Wendler (Sänger)/Diskografie
Diese Diskografie ist eine Übersicht über die musikalischen Werke des deutschen Schlagersängers Michael Wendler. Den Quellenangaben zufolge hat er bisher mehr als eine Million Tonträger verkauft. Seine erfolgreichste Veröffentlichung ist die Kompilation Best Of – Volume 1 mit über 200.000 verkauften Einheiten.

## Alben

### Studioalben
| Jahr | Titel               | Höchstplatzierung, Gesamtwochen, AuszeichnungChartplatzierungen (Jahr, Titel, Platzierungen, Wochen, Auszeichnungen, Anmerkungen) | Höchstplatzierung, Gesamtwochen, AuszeichnungChartplatzierungen (Jahr, Titel, Platzierungen, Wochen, Auszeichnungen, Anmerkungen) | Höchstplatzierung, Gesamtwochen, AuszeichnungChartplatzierungen (Jahr, Titel, Platzierungen, Wochen, Auszeichnungen, Anmerkungen) | Anmerkungen                                              |
| Jahr | Titel               | DE | AT | CH | Anmerkungen                                              |
| ---- | ------------------- | --- | --- | --- | -------------------------------------------------------- |
| 2000 | Alles nur aus Liebe | — | — | — | Erstveröffentlichung: 2000 (unveröffentlicht)            |
| 2000 | Alles oder nichts   | — | — | — | Erstveröffentlichung: 2000                               |
| 2001 | 365 Tage            | — | — | — | Erstveröffentlichung: 13. März 2001                      |
| 2002 | Außer Kontrolle     | — | — | — | Erstveröffentlichung: 13. Mai 2002                       |
| 2003 | Total Riskant       | — | — | — | Erstveröffentlichung: 13. Oktober 2003                   |
| 2004 | Halt Dich fest      | — | — | — | Erstveröffentlichung: 4. Oktober 2004                    |
| 2005 | Disco               | — | — | — | Erstveröffentlichung: 22. August 2005                    |
| 2006 | Superstar           | — | — | — | Erstveröffentlichung: 11. August 2006                    |
| 2008 | Unbesiegt           | DE11 Gold · (36 Wo.)DE | AT6 Gold · (15 Wo.)AT | — | Erstveröffentlichung: 4. April 2008 Verkäufe: + 110.000  |
| 2009 | Respekt             | DE10 Gold · (13 Wo.)DE | AT12 (6 Wo.)AT | — | Erstveröffentlichung: 24. April 2009 Verkäufe: + 100.000 |
| 2010 | Jackpot             | DE7 Gold · (6 Wo.)DE | AT27 (3 Wo.)AT | — | Erstveröffentlichung: 14. Mai 2010 Verkäufe: + 100.000   |
| 2011 | Donnerwetter        | DE7 (6 Wo.)DE | AT36 (3 Wo.)AT | — | Erstveröffentlichung: 27. Mai 2011                       |
| 2012 | Spektakulär         | DE6 (5 Wo.)DE | AT15 (3 Wo.)AT | CH93 (1 Wo.)CH | Erstveröffentlichung: 31. August 2012                    |
| 2013 | Come Back           | DE20 (2 Wo.)DE | AT48 (1 Wo.)AT | — | Erstveröffentlichung: 17. Mai 2013 feat. Anika           |
| 2015 | Die Maske fällt     | DE12 (2 Wo.)DE | AT62 (1 Wo.)AT | — | Erstveröffentlichung: 20. März 2015                      |
| 2016 | Überschall          | DE11 (2 Wo.)DE | AT44 (1 Wo.)AT | — | Erstveröffentlichung: 11. März 2016                      |
| 2017 | Flucht nach vorn    | DE12 (3 Wo.)DE | AT32 (1 Wo.)AT | — | Erstveröffentlichung: 28. Juli 2017                      |
| 2018 | Next Level          | DE13 (2 Wo.)DE | AT60 (1 Wo.)AT | — | Erstveröffentlichung: 3. August 2018                     |
| 2019 | Stunde Null         | DE23 (1 Wo.)DE | — | — | Erstveröffentlichung: 28. Juni 2019                      |
| 2024 | Höllisch gut        | DE42 (1 Wo.)DE | — | — | Erstveröffentlichung: 22. März 2024                      |

### Livealben
| Jahr | Titel        | Höchstplatzierung, Gesamtwochen, AuszeichnungChartplatzierungen (Jahr, Titel, Platzierungen, Wochen, Auszeichnungen, Anmerkungen) | Höchstplatzierung, Gesamtwochen, AuszeichnungChartplatzierungen (Jahr, Titel, Platzierungen, Wochen, Auszeichnungen, Anmerkungen) | Höchstplatzierung, Gesamtwochen, AuszeichnungChartplatzierungen (Jahr, Titel, Platzierungen, Wochen, Auszeichnungen, Anmerkungen) | Anmerkungen                                            |
| Jahr | Titel        | DE | AT | CH | Anmerkungen                                            |
| ---- | ------------ | --- | --- | --- | ------------------------------------------------------ |
| 2010 | Jackpot live | DE*DE | — | — | Erstveröffentlichung: 29. Oktober 2010 * siehe Jackpot |

### Kompilationen
| Jahr | Titel                                       | Höchstplatzierung, Gesamtwochen, AuszeichnungChartplatzierungen (Jahr, Titel, Platzierungen, Wochen, Auszeichnungen, Anmerkungen) | Höchstplatzierung, Gesamtwochen, AuszeichnungChartplatzierungen (Jahr, Titel, Platzierungen, Wochen, Auszeichnungen, Anmerkungen) | Höchstplatzierung, Gesamtwochen, AuszeichnungChartplatzierungen (Jahr, Titel, Platzierungen, Wochen, Auszeichnungen, Anmerkungen) | Anmerkungen                                             | [↑]: gemeinsam behandelt mit vorhergehendem Eintrag; [←]: in beiden Charts platziert |
| Jahr | Titel                                       | DE | AT | CH | Anmerkungen                                             |                                                                                      |
| ---- | ------------------------------------------- | --- | --- | --- | ------------------------------------------------------- | ------------------------------------------------------------------------------------ |
| 2007 | Best Of – Volume 1                          | DE27 Platin · (21 Wo.)DE | — | — | Erstveröffentlichung: 29. Juni 2007 Verkäufe: + 200.000 |                                                                                      |
| 2008 | Best Of – Volume 1 (Balladenversion)[DE: ↑] | DE27 Platin · (21 Wo.)DE | AT37 (4 Wo.)AT | — | Erstveröffentlichung: 17. Oktober 2008                  |                                                                                      |
| 2014 | The Very Best Of                            | DE18 (3 Wo.)DE | — | — | Erstveröffentlichung: 24. Januar 2014                   |                                                                                      |
| 2020 | Egal – Die größten Hits                     | DE24 (4 Wo.)DE | — | — | Erstveröffentlichung: 13. März 2020                     |                                                                                      |

Weitere Kompilationen
- 2004: Maximal
- 2005: Maximal 2
- 2006: Keine Panik
- 2007: Nur das Beste
- 2008: Unsterblich
- 2009: Nur das Beste – Die großen Erfolge
- 2010: Keiner ist wie ich
- 2012: Best Of
- 2013: Bild Schlager Stars
- 2019: Reloaded

### Remixalben
| Jahr | Titel                                     | Höchstplatzierung, Gesamtwochen, AuszeichnungChartplatzierungen (Jahr, Titel, Platzierungen, Wochen, Auszeichnungen, Anmerkungen) | Höchstplatzierung, Gesamtwochen, AuszeichnungChartplatzierungen (Jahr, Titel, Platzierungen, Wochen, Auszeichnungen, Anmerkungen) | Höchstplatzierung, Gesamtwochen, AuszeichnungChartplatzierungen (Jahr, Titel, Platzierungen, Wochen, Auszeichnungen, Anmerkungen) | Anmerkungen                            |
| Jahr | Titel                                     | DE | AT | CH | Anmerkungen                            |
| ---- | ----------------------------------------- | --- | --- | --- | -------------------------------------- |
| 2011 | Hitmix XXL – Der längste Wendler der Welt | DE47 (3 Wo.)DE | — | — | Erstveröffentlichung: 18. Februar 2011 |
| 2016 | Der ultimative Wendler Hitmix             | DE65 (1 Wo.)DE | — | — | Erstveröffentlichung: 17. Juni 2016    |

Weitere Remixalben
- 2003: Hit Mix – Non Stop
- 2005: Hit Mix 2 – Non Stop

## Singles

### Als Leadmusiker
| Jahr | Titel Album                                                                      | Höchstplatzierung, Gesamtwochen, AuszeichnungChartplatzierungen (Jahr, Titel, Album, Platzierungen, Wochen, Auszeichnungen, Anmerkungen) | Höchstplatzierung, Gesamtwochen, AuszeichnungChartplatzierungen (Jahr, Titel, Album, Platzierungen, Wochen, Auszeichnungen, Anmerkungen) | Höchstplatzierung, Gesamtwochen, AuszeichnungChartplatzierungen (Jahr, Titel, Album, Platzierungen, Wochen, Auszeichnungen, Anmerkungen) | Anmerkungen                                                            |
| Jahr | Titel Album                                                                      | DE | AT | CH | Anmerkungen                                                            |
| ---- | -------------------------------------------------------------------------------- | --- | --- | --- | ---------------------------------------------------------------------- |
| 2007 | Sie liebt den DJ / She Loves the DJ (Englische Version) Halt Dich fest           | DE27 Gold · (30 Wo.)DE | — | — | Erstveröffentlichung: 24. Januar 2005 Verkäufe: + 150.000              |
| 2008 | Nina Unbesiegt                                                                   | DE24 (18 Wo.)DE | — | — | Erstveröffentlichung: 7. März 2008                                     |
| 2008 | Echolot Unbesiegt                                                                | DE47 (7 Wo.)DE | — | — | Erstveröffentlichung: 1. August 2008                                   |
| 2008 | Ich denk an Weihnachten Frische Weihnachten – Die neuen Weihnachtshits (Sampler) | DE50 (3 Wo.)DE | — | — | Erstveröffentlichung: 28. November 2008                                |
| 2009 | I Don’t Know Respekt                                                             | DE21 (9 Wo.)DE | AT66 (1 Wo.)AT | — | Erstveröffentlichung: 13. Februar 2009                                 |
| 2011 | Sie liebt ihn immer noch Donnerwetter                                            | DE32 (2 Wo.)DE | — | — | Erstveröffentlichung: 28. Oktober 2011                                 |
| 2012 | Was wäre wenn Spektakulär                                                        | DE40 (3 Wo.)DE | — | — | Erstveröffentlichung: 20. Juli 2012                                    |
| 2013 | Honey Kiss Come Back                                                             | DE54 (1 Wo.)DE | — | — | Erstveröffentlichung: 26. April 2013 feat. Anika                       |
| 2014 | Unser Zelt auf Westerland The Very Best Of                                       | DE55 (2 Wo.)DE | — | — | Erstveröffentlichung: 17. Januar 2014                                  |
| 2017 | Egal Flucht nach vorn                                                            | DE43 (5 Wo.)DE | — | — | Erstveröffentlichung: 13. Oktober 2017 Charteinstieg: 28. Februar 2020 |

Weitere Singles
| - 1998: So wie der Wind sich dreht - 1999: Raketen in die Nacht - 1999: Die Seele brennt - 1999: Vater & Sohn - 1999: Alarm – Alarm - 1999: Suche treuen Löwen… - 2000: Das ist ja wohl ein Ding - 2001: Hat er auch - 2001: Das haut mich um - 2001: Nicht mehr in diesem Leben - 2001: Dein kleiner Prinz - 2001: Hat er auch meine Augen - 2001: Alibi - 2002: Außer Kontrolle - 2002: Verlier sie nie - 2003: Oh lieber Gott - 2003: Seitensprünge - 2003: Warum lügen die Sterne - 2003: Schau nicht auf mich herab - 2004: Traue keinem über 30 - 2004: Unsterblich - 2004: Marterpfahl - 2004: Zauberer - 2005: Wenn alle Stricke reißen | - 2005: 180 Grad - 2006: Heuchler - 2006: Prinzessin - 2007: Mein letztes Gebet - 2007: Dennoch liebst du mich - 2008: Unbesiegt - 2008: Engel - 2009: Du und ich - 2010: Piloten wie wir - 2011: Wir sind Tänzer - 2013: Nie mehr - 2015: Wovon träumst du - 2015: Rock Me Dancer - 2016: Wie beim ersten Mal - 2017: Gut, dass Männer nie weinen - 2017: Wir war’n, wir sind, wir bleiben - 2017: Endlich wieder Weihnachten - 2018: Endlich wieder Karneval - 2018: Feuermelder - 2018: Einmal noch - 2019: Was soll ich im Himmel - 2020: Was man liebt, gibt man frei - 2023: Der DJ hat dich angelacht - 2024: Was für ein Idiot |

### Als Gastmusiker
| Jahr | Titel Album                          | Höchstplatzierung, Gesamtwochen, AuszeichnungChartplatzierungen (Jahr, Titel, Album, Platzierungen, Wochen, Auszeichnungen, Anmerkungen) | Höchstplatzierung, Gesamtwochen, AuszeichnungChartplatzierungen (Jahr, Titel, Album, Platzierungen, Wochen, Auszeichnungen, Anmerkungen) | Höchstplatzierung, Gesamtwochen, AuszeichnungChartplatzierungen (Jahr, Titel, Album, Platzierungen, Wochen, Auszeichnungen, Anmerkungen) | Anmerkungen                                                              |
| Jahr | Titel Album                          | DE | AT | CH | Anmerkungen                                                              |
| ---- | ------------------------------------ | --- | --- | --- | ------------------------------------------------------------------------ |
| 2008 | Häschenparty Unbesiegt (2nd Edition) | DE16 (9 Wo.)DE | AT29 (7 Wo.)AT | — | Erstveröffentlichung: 19. September 2008 Schnuffel feat. Michael Wendler |

Weitere Gastbeiträge
- 2011: Ich könnt’ immer nur das eine (Oliver Frank & Michael Wendler)
- 2015: Wer die Augen schließt (wird nie die Wahrheit seh’n) 2015 (als Teil von Mut zur Menschlichkeit)

## Videoalben und Musikvideos

### Videoalben
- 2003: Michael Wendler in Concert
- 2004: Michael Wendler in Concert ’04
- 2005: Das Deutschland-Konzert
- 2007: Normal ist das nicht: Der Film
- 2007: Best of Live 2007 in Oberhausen
- 2008: The Best of Michael Wendler Vol.1 (Verkäufe: + 25.000, DE: Gold)
- 2008: Unbesiegt live
- 2009: Respekt live
- 2010: Jackpot live
- 2017: Flucht nach vorn
- 2018: Next Level

### Musikvideos
| Jahr | Titel                                                     | Regisseur(e)    |
| ---- | --------------------------------------------------------- | --------------- |
| 2005 | Wenn alle Stricke reißen                                  |                 |
| 2006 | Heuchler                                                  |                 |
| 2006 | Prinzessin                                                |                 |
| 2006 | Sie liebt den DJ                                          | Thomas Jünger   |
| 2008 | Echolot                                                   |                 |
| 2008 | Unbesiegt                                                 | Erik Lattwein   |
| 2008 | Engel                                                     | Erik Lattwein   |
| 2009 | Nina (Reloaded)                                           | Erik Lattwein   |
| 2009 | I Don’t Know                                              | Erik Lattwein   |
| 2009 | Du und ich                                                | Erik Lattwein   |
| 2010 | Piloten wie wir                                           | Erik Lattwein   |
| 2011 | Sie liebt ihn immer noch                                  | Erik Lattwein   |
| 2011 | Wir sind Tänzer                                           | Erik Lattwein   |
| 2012 | Was wäre wenn                                             | Mark Feuerstake |
| 2013 | Alles was ich will                                        | Thomas Jünger   |
| 2013 | Honey Kiss                                                | Thomas Jünger   |
| 2013 | She Loves the DJ                                          | Hermann Niesig  |
| 2014 | Unser Zelt auf Westerland                                 | Mark Feuerstake |
| 2015 | Die Maske fällt                                           | Mark Feuerstake |
| 2015 | Wer die Augen schließt (wird nie die Wahrheit seh’n) 2015 | Thomas Jünger   |
| 2016 | Wie beim ersten Mal                                       |                 |
| 2017 | Egal                                                      |                 |
| 2018 | Feuermelder                                               |                 |
| 2019 | Was man liebt, gibt man frei                              |                 |
| 2019 | Was soll ich im Himmel                                    |                 |

## Boxsets
- 2008: Wendlerbox
- 2008: Party Box
- 2009: Die Königsbox
- 2009: 3 Original Alben
- 2009: Wendlers Welt
- 2013: Hit Mix / Hit Mix 2
- 2020: Du und Ich

## Statistik

### Chartauswertung
|                     | DE     | AT     | CH    |
| ------------------- | ------ | ------ | ----- |
| Nummer-eins-Alben   | DE—DE  | AT—AT  | CH—CH |
| Top-10-Alben        | DE4DE  | AT1AT  | CH—CH |
| Alben in den Charts | DE17DE | AT11AT | CH1CH |

|                       | DE     | AT    | CH    |
| --------------------- | ------ | ----- | ----- |
| Nummer-eins-Singles   | DE—DE  | AT—AT | CH—CH |
| Top-10-Singles        | DE—DE  | AT—AT | CH—CH |
| Singles in den Charts | DE11DE | AT2AT | CH—CH |

### Auszeichnungen für Musikverkäufe
Anmerkung: Auszeichnungen in Ländern aus den Charttabellen bzw. Chartboxen sind in ebendiesen zu finden.
| Land/RegionAuszeichnungen für Musikverkäufe (Land/Region, Auszeichnungen, Verkäufe, Quellen) | Gold     | Platin  | Verkäufe | Quellen           |
| -------------------------------------------------------------------------------------------- | -------- | ------- | -------- | ----------------- |
| Deutschland (BVMI)                                                                           | 5× Gold5 | Platin1 | 675.000  | musikindustrie.de |
| Österreich (IFPI)                                                                            | Gold1    | —       | 10.000   | ifpi.at           |
| Insgesamt                                                                                    | 6× Gold6 | Platin1 |          |                   |